# Prvenstvo Hrvatske u velikom rukometu za žene
Prvenstva Hrvatske u velikom rukometu su se igrala između 1949. i 1955. godine, kao samostalna prvenstva ili kao dio jugoslavenskog prvenstva.

## Prvakinje i doprvakinje
| godina | prvakinje                          | doprvakinje         |
| ------ | ---------------------------------- | ------------------- |
| 1949.  | Srednja fiskulturna škola (Zagreb) | Zagreb              |
| 1950.  | Zagreb                             | Marjan (Split)      |
| 1951.  | Lokomotiva (Virovitica)            | Kožarac (Varaždin)  |
| 1952.  | Zagreb                             | Lokomotiva (Zagreb) |
| 1953.  | Lokomotiva (Zagreb)                | Zagreb              |
| 1954.  | Lokomotiva (Zagreb)                | Zagreb              |
| 1955.  | Lokomotiva (Zagreb)                | Zagreb              |